# Tajik Air
Tajik Air (Tadzjieks: Тоҷикӣ Эйр, Tojikī Air), voluit Tajikistan Airlines, is de nationale luchtvaartmaatschappij van Tadzjikistan met haar thuisbasis in Doesjanbe.

## Geschiedenis
Tajik Air is opgericht in 1993 als opvolger van Aeroflots Tadzjikistandivisie.

## Diensten
Tajik Air voert lijnvluchten uit naar: (juli 2007)
- Almaty, Bisjkek, Doesjanbe, Istanboel, Jekaterinenburg, Moskou, München, Novosibirsk, Samara, Sharjah, Teheran.

## Vloot
De vloot van Tajik Air bestaat uit: (mei 2009)
- 3 Tupolev Tu-154B
- 3 Tupolev Tu-154M
- 2 Tupolev Tu-134A
- 1 Jakovlev Jak-40
- 1 Boeing 757
- 3 Boeing 737
- 1 Antonov An-26
- 1 Antonov An-26B
- 3 Antonov An-24V